# Trump National Golf Club de Jupiter
El Trump National Golf Club, Jupiter es un campo de golf privado de 7,242 yardas (6,622 m) diseñado por Jack Nicklaus. Es propiedad del presidente de los Estados Unidos, Donald Trump.

## Historia
El club abrió en 2002 bajo el nombre de "Ritz-Carlton Golf Club & Spa", propiedad del empresario del mismo nombre. Donald Trump compró la propiedad a Ritz-Carlton en diciembre de 2012, diez años después de su inauguración, por 5 millones de dólares. Parte de la compra implicó la asunción de 30 millones de dólares en deuda resultante de los depósitos reembolsables de los miembros del club. Después de comprar la propiedad, Trump fue demandado por exmiembros preferenciales del club y finalmente se le ordenó pagar más de 5 millones de dólares en febrero de 2017.
El 11 de febrero de 2017, el presidente Trump utilizó el club de golf para recibir al primer ministro japonés Shinzō Abe. Actualmente para los miembros con suscripción de élite se les permite el acceso al campo principal de 18 hoyos, al centro de aprendizaje de golf de última generación, laboratorio de ajuste de palos de golf True Spec, casa club impecable, spa de lujo, gimnasio de primera clase, canchas de tenis iluminadas, piscina estilo centro turístico, programa Trumpeteers Kids, y una variedad de restaurantes.